# Gustav Dyekjær Giese
Gustav Dyekjær Giese (ibland enbart Gustav Giese), född den 15 juli 1993 i Frederiksberg, är en dansk skådespelare.
Gustav Dyekjær Giese har medverkat i bland annat TV-serien Huset och Någon som du där han spelade Tobias, en av huvudrollerna. Har har även spelat huvudrollen, Casper, i den danska filmen De ljudlösa. För sin rollprestation blev han nominerad till Bodilpriset för bästa manliga huvudroll.

## Filmografi (i urval)
- 2017–2019 – Någon som du (TV-serie)
- 2020 – Jultomtens dotter: Jakten på Kung Vinters kristall
- 2023 – Huset (TV-serie)
- 2023 – Lonely Planet
- 2024 – De ljudlösa